# Пихтла
Пихтла (ест. Pihtla) малено је село на западу Естоније. Налази се у централном делу острва Сареме и административни је центар истоимене општине Пихтла у округу Сарема. 
Према подацима са пописа становништва 2011. у селу је живело 110 становника.